# Богачёв, Пётр Яковлевич
Пётр Яковлевич Богачёв (29 декабря 1903 года, деревня Тучково, Московская губерния — 14 января 1993 года, Москва) — советский адвокат. Заслуженный юрист Российской Федерации.

## Семья
Петр Яковлевич Богачёв (Анисимов), адвокат.
Родился 29 декабря 1903 года в деревне Тучково (ныне — в Московской области).
Родители — Яков Константинович и Матрёна Федоровна Анисимовы.
Братья — Георгий Анисимов (погиб на войне в 1914 г.) и Александр, сёстры — Мария и Нина (умерла родами)
Окончил реальное училище.
Отец его служил в жандармерии, в 1917 году переехав в Москву, изменил фамилию на Богачёв. Вся семья также получила фамилию Богачёвых. В 1935 году Пётр женился на Евгении Романовне Немцевой, дочери А. В. Платоновой и репрессированного Р. Ф. Немцева, одного из руководителей предприятия «Резинотрест» что в будущем отрицательно сказалось на его карьере. В 1938 году у них родилась дочь Нонна Богачёва (Ряскова). Её сын, внук П. Я. Богачёва, известный российский кинорежиссёр Олег Рясков.

## Биография
В начале 1920-х годов Пётр, переехав в Москву, поступил на работу в московский суд на должность секретаря суда. Имея творческие способности, вскоре сошёлся с группой молодых людей, которые организовали самодеятельный театр. В нём он познакомился с Сергеем Есениным и Корнеем Чуковским, был очень дружен с известным писателем А. П. Григоровичем (1898—1932) и его женой Ниной Сергеевной Григорович, с художником Н. Г. Котовым. Там же знакомится со своей будущей женой Евгенией Романовной Немцевой.
В тридцатых годах Петр окончил Московский юридический институт и до начала войны работал юрисконсультом.

## Военные годы
С 1941 года по 1945 год, во время Великой Отечественной войны, служил в батальоне связи, прошёл боевой путь от Кавказа до Болгарии. Демобилизовался в 1946 году в звании подполковника. Племянник П. Я. Богачёва Анатолий Сергеевич Морозов Архивная копия от 2 апреля 2015 на Wayback Machine был одним из видных асов ВВС в годы ВОВ — провёл 236 воздушных боёв и уничтожил двенадцать самолётов врага.

## Адвокат
После возвращения в Москву поступил в Московскую коллегию адвокатов и как адвокат участвовал во многих крупных послевоенных процессах, в том числе в Хабаровском процессе.

В 1950-е годы был назначен директором юридической консультации (в центре Москвы), но по доносу, что его жена — дочь репрессированного Немцева Р. Ф., с выговором по партийной линии был снят. В дальнейшем он почти до 80 лет продолжал успешно работать адвокатом. Его речи часто печатались как образцовые во многих юридических сборниках. Многих фигурантов он буквально спас от смерти, доказав их невиновность.
Умер 14 января 1993 года в возрасте 89 лет. Похоронен на Хованском кладбище.

## Наиболее громкие процессы
Наиболее значимые дела адвоката П. Я. Богачева, имевшие широкий общественный резонанс:
- Хабаровский процесс над японскими военными преступниками[4]
- Бакинский процесс над М.Багировым и другими.[5]
- Дело Клары Юсиф Заде,[6]
- Процесс в Людинове над Ивановым[7]
- Процесс Эриха Науманна[8]

## Награды
- Орден Красного Знамени (дважды)
- Орден Трудового Красного Знамени
- Орден Отечественной Войны I степени
- Медаль «За отвагу»
- орденом Красной Звезды (1956)
- орденом За службу Родине в Вооружённых Силах СССР 2-й степени (1988) и 3-й степени (1975)
- медалью «За боевые заслуги» (1951)
- Медаль «За трудовое отличие»
- Медаль «За оборону Кавказа»
- Медаль «За победу над Германией в Великой Отечественной войне 1941—1945 гг.»
- Медаль «В ознаменование 100-летия со дня рождения Владимира Ильича Ленина»
- другими медалями СССР